# NGC 4706
NGC 4706 (również PGC 43411) – galaktyka soczewkowata (SB0), znajdująca się w gwiazdozbiorze Centaura. Odkrył ją John Herschel 5 czerwca 1834 roku.